# أف أن سكار
بندقية الهجوم القتالي لقوات المهمات الخاصة (بالإنجليزية: SCAR)‏ اختصار لـ (بالإنجليزية: Special Operational Forces Combat Assault Rifle)‏ هو تصميم معياري قدمته شركة أف أن هيرستال (بالإنجليزية: FN Herstal)‏ لقوة المهمات الخاصة الأمريكية لترضي أحتياجاتهم في أرض المعركة. تتكون هذه العائلة من الأسلحة من نوعين أساسيين. بندقية هجوم خفيفة (بالإنجليزية: SCAR-L)‏ عيار 5.56x45مم ناتو، وبندقية هجوم ثقيلة (بالإنجليزية: SCAR-H)‏ ترمي عيار 7.62x51مم ناتو. كليهما متوفرين على أشكال سبطانة طويلة والهجوم من المناطق الضيقة.
سلاح السكار أنهى نظام اختبار الإنتاج الأولي المنخص في يونيو 2007. بعد القليل من التأخيرات، أصدرت البندقيات الأولى إلى وحدات العمليات في أبريل 2009، وكانت كتيبة المغاوير الأمريكية الخامسة والسبعون أولى الوحدات التي استخدمت البندقية الآلية في ساحة المعركة، إذ وُرد لها 600 بندقية في 2009.